# Sklené nad Oslavou
Sklené nad Oslavou (in tedesco Skleny) è un comune ceco situato nel distretto di Žďár nad Sázavou, nella regione di Vysočina.